# فینال ای‌اف‌سی کاپ ۲۰۱۰
فینال ای‌اف‌سی کاپ ۲۰۱۰ مسابقه فینال هفتمین دوره ای‌اف‌سی کاپ بود که در سال ۲۰۱۰ برگزار شد و الاتحاد به مقام قهرمانی دست یافت.

## مسابقه
| ۶ نوامبر ۲۰۱۰ | القادسیه | ۱–۱ | الاتحاد | ورزشگاه بین‌المللی جابر الاحمد، کویت تماشاگران: ۵۸٬۶۰۴ |
| ۶ نوامبر ۲۰۱۰ |          |     |         | ورزشگاه بین‌المللی جابر الاحمد، کویت تماشاگران: ۵۸٬۶۰۴ |
| ۶ نوامبر ۲۰۱۰ |          |     |         | ورزشگاه بین‌المللی جابر الاحمد، کویت تماشاگران: ۵۸٬۶۰۴ |

|  |     | پنالتی‌ها |
|  | ۲–۴ |          |